# Spilogona extensa
Spilogona extensa är en tvåvingeart som först beskrevs av Malloch 1920.  Spilogona extensa ingår i släktet Spilogona och familjen husflugor.
Artens utbredningsområde är Northwest Territories, Kanada. Inga underarter finns listade i Catalogue of Life.